# Сосна в урочищі Реутинці

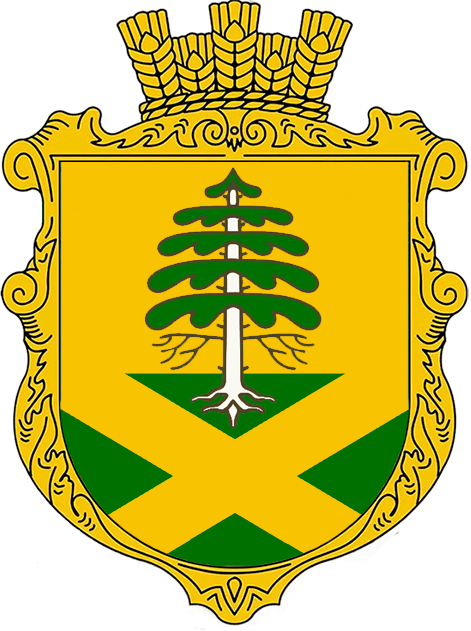
Сосна зображена на гербі села Хрещатик

Сосна́ в уро́чищі Реу́тинці — ботанічна пам'ятка природи місцевого значення в Україні. Розташована у лісовому масиві за 30 м від автодороги між селами Обтове — Хрещатик Кролевецького району Сумської області. 
Площа 0,1 га. Статус надано 04.03.1999 року. Перебуває у віданні Державного підприємства «Кролевецьке лісомисливське господарство», Хрещатикське лісництво, квартал 22, ділянка 25. 
Охороняється місце зростання унікального вікового дерева сосни звичайної віком близько 230 років, заввишки 36 м, діаметром стовбура 4,35 м. у лісовому масиві на вододілі річки Реть та її притоки річки Есмань.